# Manihot
Manihot är ett släkte av törelväxter. Manihot ingår i familjen törelväxter.

## Bildgalleri

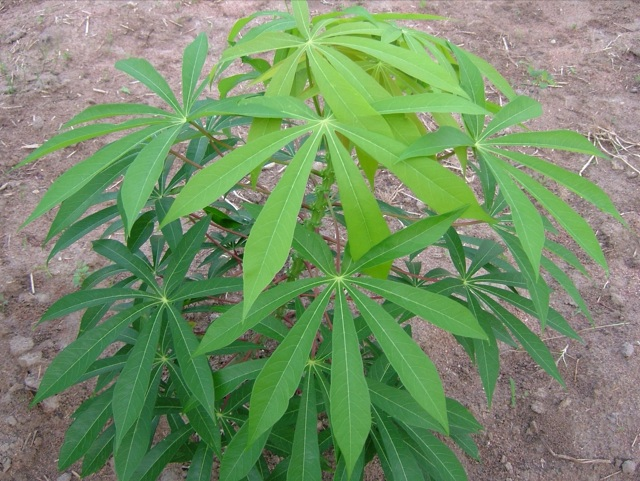
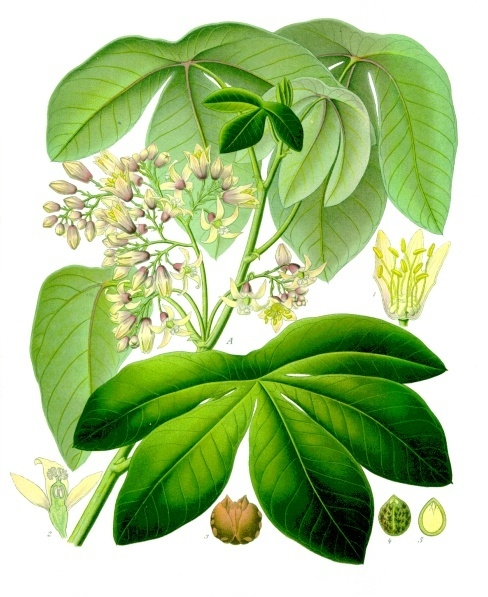
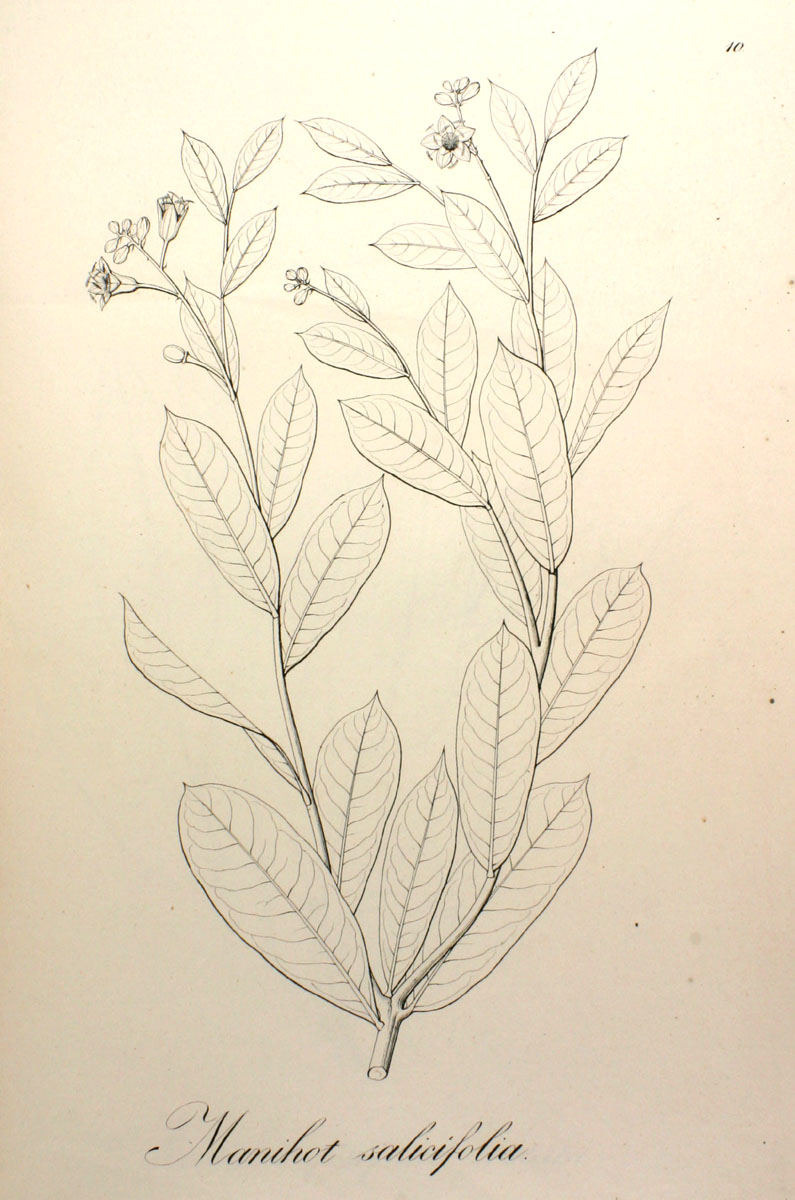
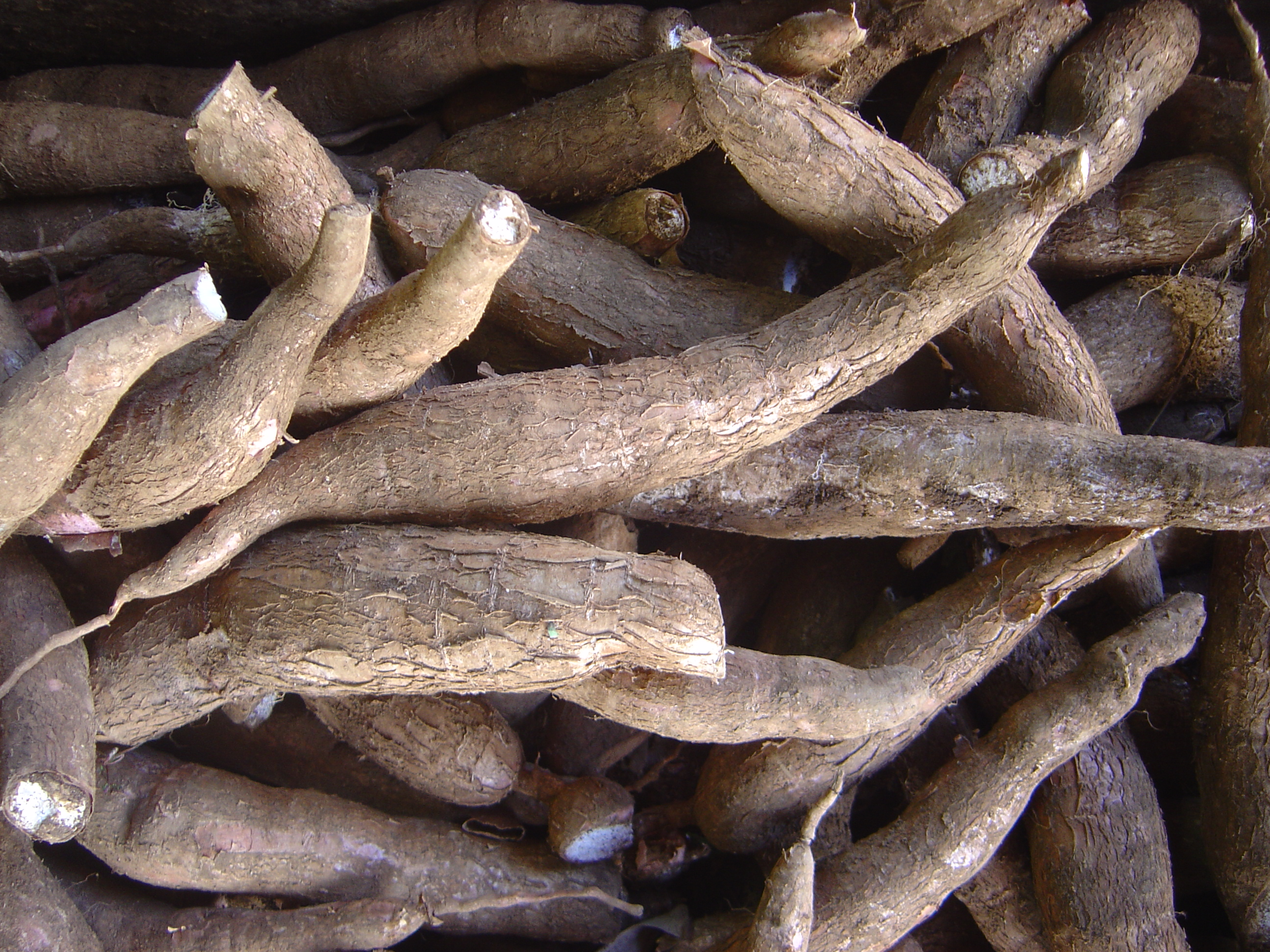
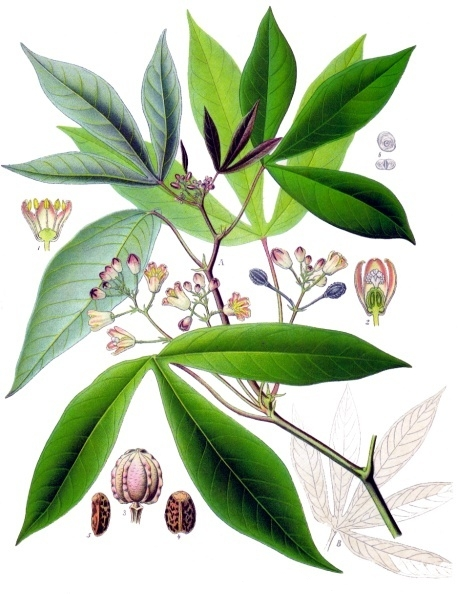
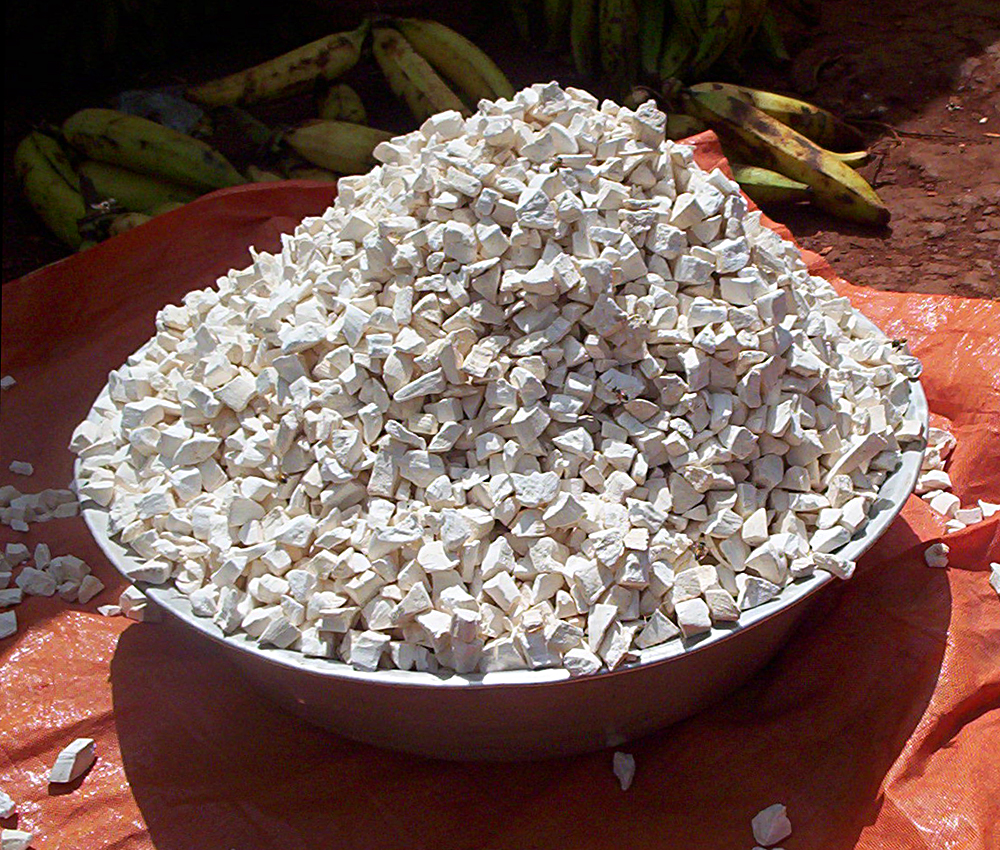

## Dottertaxa tillManihot, i alfabetisk ordning[1]
- Manihot acuminatissima
- Manihot aesculifolia
- Manihot alutacea
- Manihot angustiloba
- Manihot anisophylla
- Manihot anomala
- Manihot attenuata
- Manihot auriculata
- Manihot baccata
- Manihot brachyandra
- Manihot brachyloba
- Manihot caerulescens
- Manihot carthaginensis
- Manihot catingae
- Manihot caudata
- Manihot cecropiifolia
- Manihot chlorosticta
- Manihot compositifolia
- Manihot condensata
- Manihot corymbiflora
- Manihot crassisepala
- Manihot crotalariiformis
- Manihot davisiae
- Manihot diamantinensis
- Manihot dichotoma
- Manihot divergens
- Manihot epruinosa
- Manihot esculenta
- Manihot falcata
- Manihot filamentosa
- Manihot flemingiana
- Manihot foetida
- Manihot fruticulosa
- Manihot gabrielensis
- Manihot gracilis
- Manihot grahamii
- Manihot guaranitica
- Manihot handroana
- Manihot hassleriana
- Manihot heptaphylla
- Manihot hilariana
- Manihot hunzikeriana
- Manihot inflata
- Manihot irwinii
- Manihot jacobinensis
- Manihot janiphoides
- Manihot jolyana
- Manihot leptophylla
- Manihot longipetiolata
- Manihot maracasensis
- Manihot marajoara
- Manihot mcvaughii
- Manihot membranacea
- Manihot michaelis
- Manihot mirabilis
- Manihot mossamedensis
- Manihot nana
- Manihot neusana
- Manihot nogueirae
- Manihot oaxacana
- Manihot obovata
- Manihot oligantha
- Manihot orbicularis
- Manihot palmata
- Manihot pauciflora
- Manihot paviifolia
- Manihot peltata
- Manihot pentaphylla
- Manihot peruviana
- Manihot pilosa
- Manihot pohliana
- Manihot pohlii
- Manihot populifolia
- Manihot pringlei
- Manihot procumbens
- Manihot pruinosa
- Manihot pseudoglaziovii
- Manihot purpureocostata
- Manihot pusilla
- Manihot quinquefolia
- Manihot quinqueloba
- Manihot quinquepartita
- Manihot reniformis
- Manihot reptans
- Manihot rhomboidea
- Manihot rubricaulis
- Manihot sagittatopartita
- Manihot salicifolia
- Manihot sparsifolia
- Manihot stipularis
- Manihot stricta
- Manihot subspicata
- Manihot surinamensis
- Manihot tenella
- Manihot tomatophylla
- Manihot tomentosa
- Manihot triloba
- Manihot tripartita
- Manihot triphylla
- Manihot tristis
- Manihot walkerae
- Manihot variifolia
- Manihot websteri
- Manihot weddelliana
- Manihot violacea
- Manihot xavantinensis
- Manihot zehntneri